# Monument 100 jaar Javaanse immigratie (Nieuw-Nickerie)
Het monument 100 jaar Javaanse immigratie is staat in het Liefdespark in Nieuw-Nickerie, Suriname. Het werd onthuld tijdens het eeuwfeest van de immigratie naar Suriname op  9 augustus 1990.
Het monument werd ontworpen door Giman Pawirosemito. Hij was dorpshoofd (loera) van Longmay en Paradise, beide in Nickerie, en daarnaast kunstenaar. Het kunstwerk vertoont onder meer een Javaanse man die naar de grond wijst, als symbool "dat wij op deze grond zijn geboren en daaraan onze krachten moeten geven."
Dit monument is een uit een aantal monumenten die in 1990 tijdens het eeuwfeest werden onthuld. Andere monumenten staan in Paramaribo en in Groningen. Het eerste monument in Suriname dat aan de Javaanse immigratie herinnert, is het Javaanse monument in Wageningen uit 1970 (80-jarig jubileum).